# アンドリュー・ティーデマン
アンドリュー・ティーデマン（Ray Barkwill、1988年7月21日 - ）は、カナダのラグビー選手。

## プロフィール
- カナダ・St.アルバータ出身[1]。
- ポジションはプロップ(PR)。
- 身長 183cm、体重 115kg
- U20カナダ代表に選ばれたことがある。
- カナダ代表キャップは38（2025年5月現在）でラグビーワールドカップ2011・ラグビーワールドカップ2015のカナダ代表に選ばれた[2]。

## 略歴
プレーリー・ウルフパック、FCオーシュ、プリマスアルビオンRFCを経て、2016年、CSブルゴワン＝ジャイユーに加入。 